# 柏木隆久
柏木 隆久（かしわぎ たかひさ、1964年〈昭和39年〉6月12日 - ）は、日本の運輸・国土交通官僚、実業家。津軽海峡フェリー株式会社代表取締役社長。

## 来歴
神奈川県鎌倉市出身。栄光学園高等学校を経て、1989年（平成元年）3月、東京大学法学部を卒業。同年4月、運輸省に入省。
入省後、観光行政、航空行政、海事行政、鉄道行政などに携わり、在中華人民共和国日本国大使館一等書記官、国土交通省総合政策局国際業務課国際調整官、北海道運輸局企画観光部長、独立行政法人国際観光振興機構（日本政府観光局）北京事務所長、観光庁国際観光政策課長、新関西国際空港株式会社総務人事部長、海事局総務課長、独立行政法人国際観光振興機構（日本政府観光局）理事などを歴任。
2019年（令和元年）7月9日、東京航空局長に就任。
2020年（令和2年）7月21日、航空局交通管制部長に就任
2021年（令和3年）9月1日、総合政策局付に異動し、休職。一般財団法人運輸総合研究所主席研究員に就任。
2022年（令和4年）6月28日、運輸安全委員会事務局長に就任。
2023年（令和5年）10月1日、大臣官房付に異動し、即日辞職。
2024年（令和6年）1月、津軽海峡フェリー株式会社顧問に就任。同年4月1日、同社代表取締役社長に就任。

## 年譜
- 1989年（平成元年）
  - 3月 - 東京大学法学部卒業[3]
  - 4月 - 運輸省入省[3]
- 1993年（平成5年）6月 - 運輸省九州運輸局企画部地域交通企画課長[3]
- 1995年（平成7年）1月 - 新東京国際空港公団企画室長代理[3]
- 1998年（平成10年）6月 - 運輸省海上交通局港運課補佐官[3]
- 2000年（平成12年）4月 - 在中華人民共和国日本国大使館一等書記官[3]
- 2003年（平成15年）7月 - 国土交通省総合政策局国際業務課国際調整官[3]
- 2006年（平成18年）7月 - 国土交通省北海道運輸局企画観光部長[3]
- 2007年（平成19年）7月 - 独立行政法人国際観光振興機構（日本政府観光局）北京事務所長[3]
- 2010年（平成22年）7月 - 観光庁国際観光政策課長[3]
- 2013年（平成25年）7月 - 新関西国際空港株式会社総務人事部長[3]
- 2016年（平成28年）6月 - 国土交通省海事局総務課長[3]
- 2017年（平成29年）7月 - 独立行政法人国際観光振興機構（日本政府観光局）理事[3]
- 2019年（令和元年）7月 - 国土交通省東京航空局長[3]
- 2020年（令和2年）7月 - 国土交通省航空局交通管制部長[3]
- 2021年（令和3年）9月 - 一般財団法人運輸総合研究所主席研究員[10]
- 2022年（令和4年）6月 - 運輸安全委員会事務局長[4][5]
- 2023年（令和5年）10月 - 国土交通省大臣官房付・即日辞職[6]
- 2024年（令和6年）
  - 1月 - 津軽海峡フェリー株式会社顧問[7]
  - 4月 - 津軽海峡フェリー株式会社代表取締役社長[7]